# Gaetano Errico
Gaetano Errico foi um sacerdote católico e fundador dos Missionários dos Sagrados Corações de Jesus e Maria. Foi beatificado por João Paulo II em 14 de abril de 2002. Construiu a Igreja da Addolorata no bairro do Secondigliano em Nápoles. 

## Vida e obras
No início do seu sacerdócio foi professor em escola municipal e assistia aos doentes do Hospital dos Incuráveis de Nápoles, comprando-lhes os remédios, ajudando os mais necessitados e auxiliando no sustento de famílias pobres. Visitava os encarcerados e procurava auxiliá-los na reinserção social. Passava muitas horas no confessionário atendendo a penitentes. Foi canonizado por Bento XVI na Praça de São Pedro em Roma em 12 de outubro de 2008.